# Open Barletta 2023
L'Open Barletta 2023 è stato un torneo maschile di tennis giocato sulla terra rossa. È stata la 23ª edizione del torneo, facente parte della categoria Challenger 75 nell'ambito dell'ATP Challenger Tour 2023. Si è giocato al Circolo Tennis "Hugo Simmen" di Barletta, in Italia, dal 3 al 9 aprile 2023.

## Partecipanti

### Teste di serie
| Nazionalità | Giocatore            | Ranking* | Testa di serie |
| ----------- | -------------------- | -------- | -------------- |
|             | Aleksandr Ševčenko   | 101      | 1              |
| Austria     | Filip Misolic        | 150      | 2              |
| Italia      | Franco Agamenone     | 166      | 3              |
| Francia     | Benoît Paire         | 170      | 4              |
| Italia      | Francesco Maestrelli | 171      | 5              |
| Francia     | Laurent Lokoli       | 172      | 6              |
| Rep. Ceca   | Zdeněk Kolář         | 174      | 7              |
| Italia      | Flavio Cobolli       | 177      | 8              |

* Ranking al 20 marzo 2023.

### Altri partecipanti
I seguenti giocatori hanno ricevuto una wild card per il tabellone principale:
- Federico Arnaboldi
- Flavio Cobolli
- Gianluca Mager

Il seguente giocatore è entrato in tabellone come alternate:
- James McCabe

I seguenti giocatori sono passati dalle qualificazioni:
- Stefano Napolitano
- Gabriele Piraino
- Jacopo Berrettini
- Julian Ocleppo
- Stefano Travaglia
- Edoardo Lavagno

Il seguente giocatore è entrato in tabellone come lucky loser:
- Salvatore Caruso

## Punti e montepremi
| Torneo    | Torneo              | V     | F     | SF    | QF    | 2T    | 1T  | Q | Q2  | Q1  |
| Singolare | Punti               | 75    | 50    | 30    | 16    | 7     | 0   | 4 | 2   | 0   |
| Singolare | Premi in denaro (€) | 9,880 | 5,820 | 3,450 | 2,000 | 1,165 | 720 | – | 360 | 185 |
| Doppio    | Punti               | 75    | 50    | 30    | 16    | –     | 0   | – | –   | –   |
| Doppio    | Premi in denaro (€) | 4,250 | 2,450 | 1,480 | 880   | –     | 500 | – | –   | –   |

## Campioni

### Singolare
Shintaro Mochizuki ha sconfitto in finale  Santiago Fa Rodríguez Taverna con il punteggio di 6–1, 6–4.

### Doppio
Jacopo Berrettini /  Flavio Cobolli hanno sconfitto in finale  Zdeněk Kolář /  Denys Molčanov con il punteggio di 1–6, 7–5, [10–6].